# Zrazim
Zrazim – wieś w Polsce położona w województwie kujawsko-pomorskim, w powiecie żnińskim, w gminie Janowiec Wielkopolski.
| SIMC    | Nazwa                   | Rodzaj    |
| ------- | ----------------------- | --------- |
| 1036336 | Kolonia Kościelna       | część wsi |
| 1036342 | Kolonia pod Chrzanowo   | część wsi |
| 1036359 | Kolonia pod Dąbrowę     | część wsi |
| 1036365 | Kolonia pod Włoszanowem | część wsi |
| 1036589 | Wincentowo              | część wsi |

W latach 1975–1998 miejscowość administracyjnie należała do województwa bydgoskiego. Według Narodowego Spisu Powszechnego (III 2011 r.) liczyła 233 mieszkańców. Jest dziewiątą co do wielkości miejscowością gminy Janowiec Wielkopolski.

## Zabytki
Według rejestru zabytków NID na listę zabytków wpisany jest zespół kościoła ewangelickiego, 1892 r., nr rej.: A/479/1-3 z 30.12.1996:
- kościół
- pastorówka
- park, koniec XIX w.

Po 1945 kościół został przejęty przez Skarb Państwa i przeznaczony na magazyn. Od lat 70. własność prywatna.